# Paul Day (muzyk)
Paul Mario Day (ur. 19 kwietnia 1956 w Londynie, zm. 29 lipca 2025) – brytyjski wokalista, znany z występów w zespole Iron Maiden.
W składzie zespołu w latach 1975–1976. Po usunięciu z grupy założył zespół More, który zagrał koncert na festiwalu Monsters of Rock w Donington w 1981 roku. Był także głównym wokalistą zespołu Wildfire w latach 1983–1984. W 1986 roku nagrał album live w klubie Marquee w Londynie już jako główny wokalista grupy Sweet. Następnie wyemigrował do Australii, gdzie kontynuował aktywność wokalną z zespołem Gringos.  
Day był bardzo dobrym wokalistą dysponującym czystym głosem z charakterystycznym wibratem, jednak Steve Harris uznał, że nie ma odpowiedniej charyzmy. W Iron Maiden został więc zastąpiony przez kontrowersyjnego showmana Dennisa Wilcocka.